# 스폭

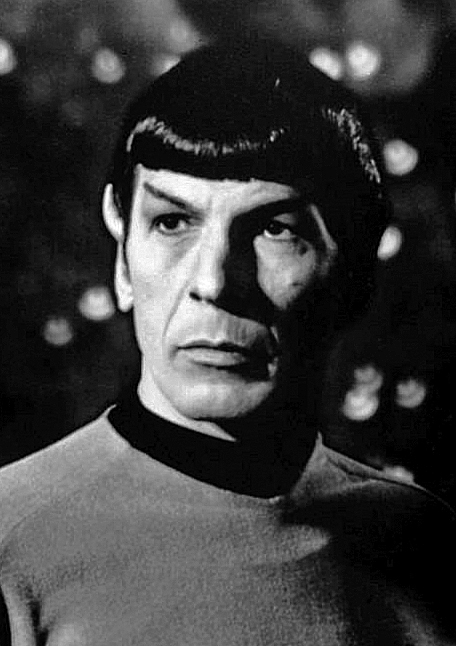

스폭(Spock 또는 스팍)은 스타 트렉의 등장인물로, 벌칸인 사렉과 지구인 아만다 그레이슨 사이에서 태어났다.

## 기본 정보

### 이름
스팍(Spock)

### 성별
남성

### 종족
벌칸(Vulcan/Human hybrid)
1. 행성
  - 벌칸 행성은 항성 40 Eridani A를 공전하는 행성으로 벌칸 주위를 도는 위성은 없으며, 지구와는 16광년 떨어져 있다. 대부분 사막과 산악 지방으로 이루어져 있으며, 많은 지역이 야생 보존 구역으로 되어 있다. 지구에 비해 훨씬 기온이 높고, 강한 중력을 지녔으며 대기층이 얇다. 수도이자 가장 큰 도시는 시카르(Shikhr)이며 주요 정부 기관 및 대사관, 벌칸 최고 사령부, 지구대사관, 벌칸 과학 아카데미 등의 시설이 수도에 위치해있다.
  - 스타트렉 리부트 시리즈(AOS)의 스타 트렉 더비기닝에서 벌칸 행성은 로뮬란 네로 함장의 주도 하에 설치된 블랙홀에 의해 행성 내부에서부터 파멸되었다.
2. 특징
  - 인간이 가장 먼저 알게 된 외계 종족이며, 행성 연방의 창립 종족 중 하나이다.
  - 약 200~600년의 긴 수명을 지녔다.
  - 종족 전체가 바가지 머리를 고수하며, 뾰족한 귀를 가지고 있다. 혈액이 초록색인 것이 특징.
  - 본래 매우 흉포하고 감정적이라 내전이 잦았던 종족이었으나 내전을 끝내고자 하는 선지자의 등장으로 현재와 같이 감정을 극도로 절제하며 인간 이상으로 이성적인 모습을 가지게 되어 어떤 극한의 상황에서도 냉정한 판단력을 보인다.(이러한 부분 때문에 감정적인 함장 제임스 T. 커크와 자주 의견차이가 발생한다.)
  - 심폐기관이 매우 발달하였으며, 환경에 따른 근력도 강한 전투 종족이다.
3. 인사법
  - 벌칸 살루트(Vulcan Salute): 벌칸 족의 인사법. 신체적 접촉을 꺼리는 벌칸 족들은 악수나 포옹과 같은 제스처를 하지 않고 가볍게 손을 들어 손바닥이 앞을 향하게 손을 올린 후 엄지 손가락을 벌린채로 중지와 약지 간격을 넓게 펴 하는 손인사와 함께 벌칸어로 Sochya eh dif 혹은 Peace and long life로 인사하고 Dif-tor heh smusma 혹은 Live long and prosper으로 답한다. 이는 TOS에서 스팍 역을 연기한 레너드 니모이가 직접 만든 인사법으로 유대교 인사법을 모티브로 삼았다고 한다.
4. 관련 도서
  - 「숨겨진 우주: 스타 트렉 벌칸 여행 가이드북」
  - 「숨겨진 우주 여행 안내서: 스타 트렉: 벌칸(Hidden Universe Travel Guide: Star Trek: Vulcan)」

### 소속
행성 연방 스타플릿(Fedration, Starfleet)

### 계급
중령(Commander)

### 직무
USS 엔터프라이즈 호 부함장, 과학 장교

### 능력
1. 마인드멜로
  - 벌칸 족의 능력 중 하나로, 일종의 정신계 초능력이다. 상대방에게 자신의 기억을 보여주거나 상대방의 기억을 읽는 것이 가능하다. 심문이나 마인드 컨트롤에 많이 사용된다.
2. 너브 핀치
  - 벌칸 족의 높은 신체적 능력을 이용해 점혈을 압박해 상대방을 공격하는 기술 중 하나이다. 인간의 경우, 기절시키는 것도 가능하다.(실제로 스타 트렉 더비기닝에서 제임스 T. 커크는 스팍에게 너브 핀치를 당해 기절했다. 또한, 스타 트렉 다크니스에서 스팍과 칸이 싸우는 장면에서도 칸에게 강한 타격을 준 기술 중 하나이다.)

### 출생연도
2230년 3월 26일(TOS, 현재는 2230년 1월 6일로 변경.)
2230년 1월 6일(AOS)

### 가족관계
아버지(사렉 Sarek)
어머니(아만다 그레이슨 Amanda Grayson)
형(사이복 Sybok)
입양누나(마이클 버넘 Michael Burnham)

### 특이사항
- 하프 벌칸이다. 벌칸 족인 아버지와 인간인 어머니 사이에서 태어나 어린 시절 이로 인한 놀림을 받았다. 벌칸 족으로서 이성을 중요시 여기지만 혼혈이기 때문에 종종 이성보다 감정을 우선시 하는 모습을 보인다.(실제로 AOS에서는 제임스 T. 커크의 목을 조를 정도로 심한 감정적 표출을 보인다.)
- 스타플릿 아카데미 졸업생이다. 벌컨 법률에 의해 모든 벌컨들은 '벌컨 사이언스 아카데미' 과정을 거쳐야 하지만 자신이 하프 벌칸이라는 것을 앞세워 벌컨 사이언스 아카데미의 입학을 거부하고, 스타플릿 아카데미에 입학했다.

## 관계

### 제임스 T. 커크
USS 엔터프라이즈 호의 함장으로서 스팍과 가장 자주 충돌하는 인물이다. 이성보다 감정적이고, 논리보다 자신의 감을 우선시하기 때문에 벌칸 족인 스팍과 많은 의견 차이를 보이지만, 오랜 탐사기간동안 진심으로 서로를 믿으며 단순히 함장과 부함장의 관계를 떠나 신뢰 깊은 친구 사이로 발전한다.

### 우후라
TOS에서는 우후라와 스팍은 평범한 함선 내 크루의 관계로 나오지만, AOS에서는 우후라와 스팍이 공식적으로 연애하는 사이로 나온다. AOS에서 벌칸 행성이 폭파된 이후 벌칸 족이 멸종 위기 종족이 되어 우후라와 스팍의 관계가 끝나는 듯 보이지만 그 이후 잡혀간 우후라를 구해내는 장면을 통해 우후라와 스팍의 연애전선이 다시 이어질 것으로 보인다.

## 출연 배우
스팍(Spock)역을 연기한 대표적인 배우로는 TOS의 레너드 니모이와 AOS의 재커리 퀸토가 있다. 또한, 레너드 니모이는 AOS에서 블랙홀을 타고 넘어온 또 다른 세계의 스팍으로서 프라임 스팍(스팍 대사)로 출연하기도 하였다.